# マレム・ホダー県
マレム・ホダー県（マレム・ホダーけん）は、セネガルのカフリン州の県 (右図の橙の領域)。
2008年に設置された。
2013年の人口は約9.5万人。

座標: 北緯14度05分 西経15度18分 / 北緯14.083度 西経15.300度